# گوزن زرد اروپایی
گوزن زرد اروپایی (Dama dama) نوعی گوزن است که زیستگاه اصلی آن در ترکیه و احتمالاً ایتالیا، سیسیل و بالکان بوده‌است، اما از هزاران سال پیش توسط فنیقیان، رومیان و نورمن‌ها به نواحی دیگر اروپا راه یافته و در سدهٔ اخیر به حیات وحش مناطق دیگر دنیا مانند آرژانتین، شیلی، اروگوئه، آمریکا، کانادا، استرالیا و نیوزیلند هم معرفی شده‌است.
برخی زیست‌شناسان گوزن زرد ایرانی (Dama mesopotamica) را زیرگونه‌ای از این جانور به شمار می‌آورند اما برخی دیگر آن‌را گونه‌ای مستقل معرفی می‌کنند.
این گوزن جمعیت بسیار خوبی در زیستگاه‌های اروپایی خود دارد ولی در ترکیه در معرض خطر شدید انقراض است و جمعیت آن در سال ۲۰۰۷ حدود ۳۰ رأس برآورد شده‌است.
گوزن زرد اروپایی جانوری با سازگاری بالاست که می‌تواند در زیستگاه‌های مختلفی چون جنگل، بیشه‌زار، مراتع، علفزارها و کشتزارها زندگی کند.

## ویژگی‌های جسمی
گوزن زرد اروپایی کمی از گوزن زرد ایرانی کوچک‌تر است. نرها ۱۴۰-۱۶۰ سانتی‌متر طول و ۹۰-۱۰۰ ارتفاع در ناحیه شانه و ۶۰ تا ۸۵ کیلوگرم وزن دارند. ماده‌ها ۱۳۰-۱۵۰ سانتی‌متر طول و ۷۵-۸۵ ارتفاع و ۳۰ تا ۵۰ کیلوگرم وزن دارند. نرها شاخ دارند و ماده‌ها بدون شاخ‌اند. بچه‌ها در بهار به دنیا می‌آیند و حدود ۴٫۵ کیلو وزن دارند. عمر این جانور حدود ۱۲ تا ۱۶ سال است و تمامی آن‌ها نقطه‌های سفیدرنگی بر پشت و نوار سیاه‌رنگی بر روی دم خود دارند.